# ليكو

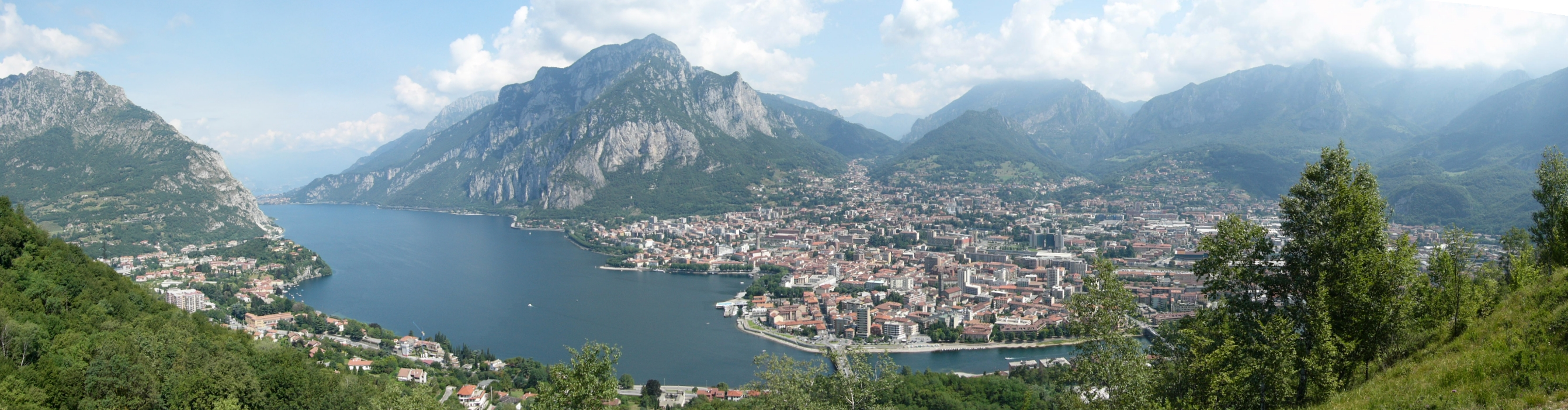

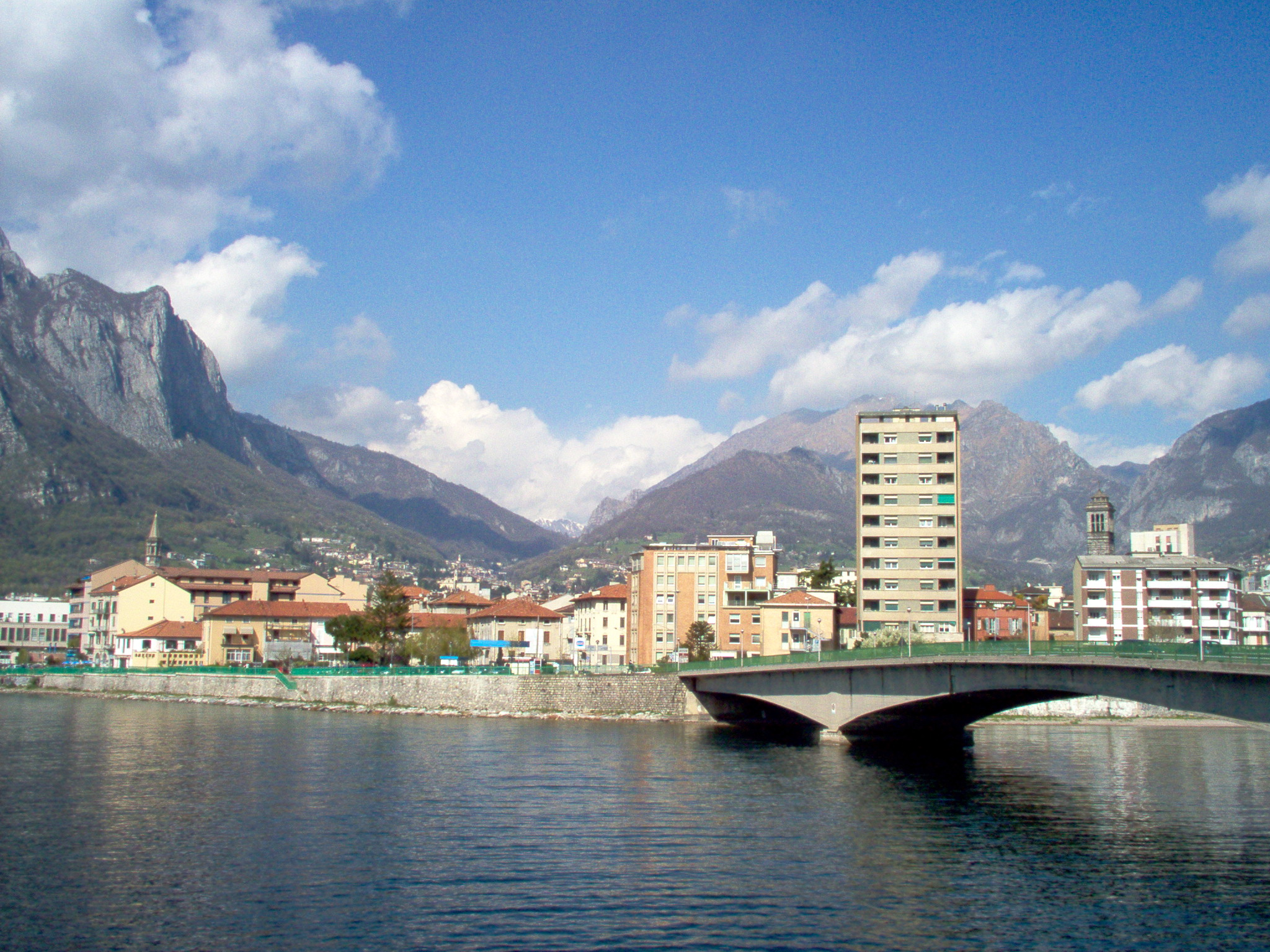

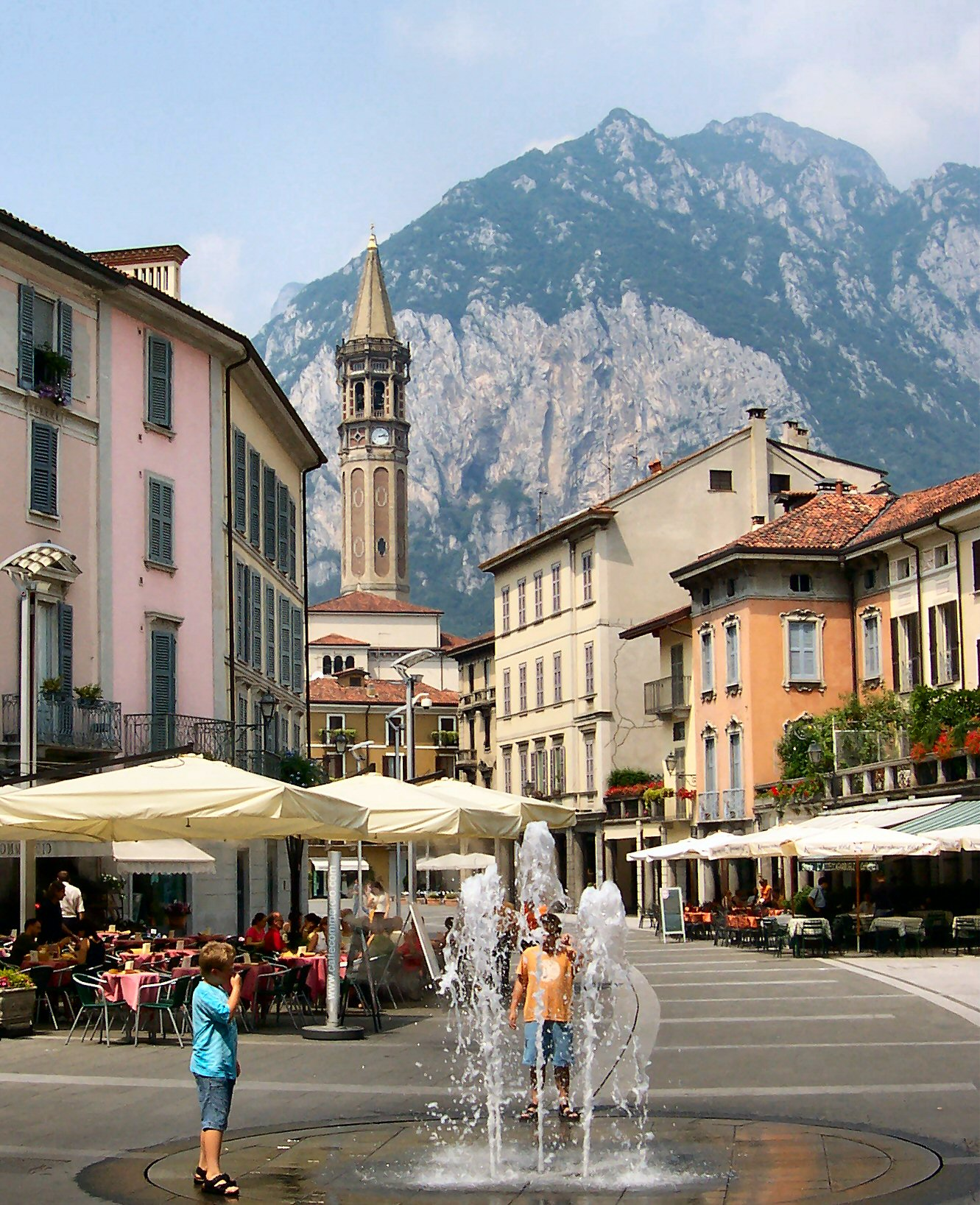
النافورة في ساحة العشرين من سبتمبر

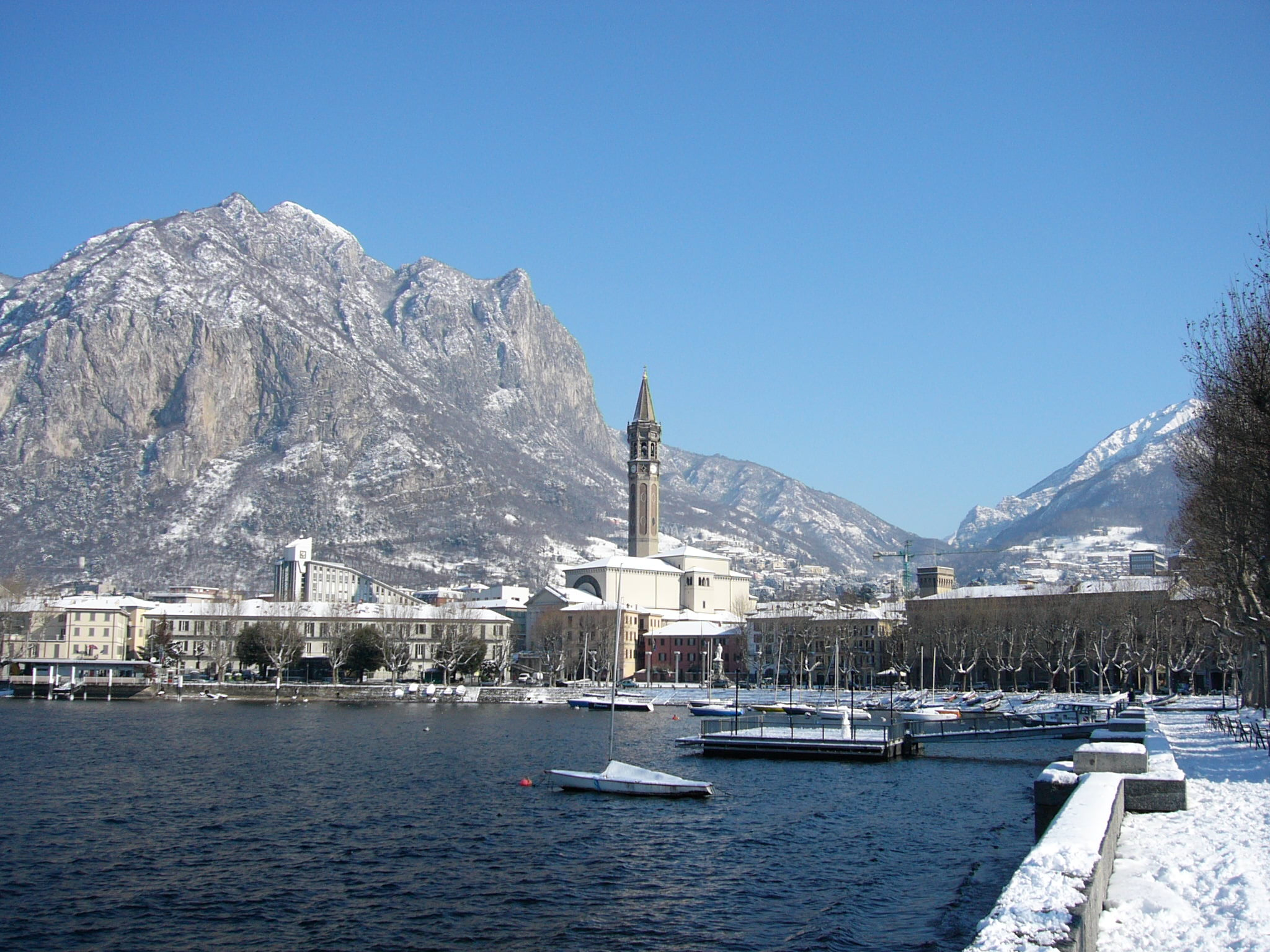
ليكو وجبل سان مارتينو

ليكّو (بالإيطالية: Lecco)‏، مدينة شمال إيطاليا في إقليم لومبارديا وعاصمة مقاطعة ليكو عدد سكانها 47.006 نسمة، تبعد عن مدينة ميلانو 50 كم شمالا عند الطرف الجنوبي الشرقي لبحيرة كومو حيث تضيق شيئا فشيئا ليتشكل نهر أدا الذي عليه ثلاثة جسور في مدينة ليكو.

## السكان
في سنة 1861 بلغ عدد السكان 16٬224 نسمة، وتطور العدد ليصل في سنة 2011 لـ 46٬705 نسمة.
يظهر هذا المخطط البياني تطور النمو السكاني لـ ليكو

## التاريخ
أثبتت الاكتشافات الأثرية وجود مستوطنة السلتية في المنطقة قبل وصول الرومان. الذين بنوا قلعة هنا وجعلها محورا هاما على الطريق. بعد سقوط الإمبراطورية الرومانية الغربية، استولى اللومبارديون على مدينة في القرن السادس ؛ وتلاهم الفرنجة الذين جعلوا ليكو مقر إمارة، ثم من كحد للماركيين.
قضى الإمبراطور أوتو الأول وقتا طويلا في ليكو قامعا ثورة في عام 964 على الإمبراطورية الرومانية المقدسة بقيادة كونت ليكو أتوني. بعد ذلك أصبحت في حيازة دير القديس أمبروزي الميلاني. أقام كونراد الثاني أيضا في ليكو، في محاولة لتحريرها من الكنيسة، ولكن كنتيجة للحروب التي تلت المدينة تبتعت ميلانو. وتبعت تاريخ دوقية ميلانو ولومبارديا. وفي أوائل القرن السادس عشر حكمها لفترة وجيزة الكوندوتييري جان جاكومو ميديشي.
خلال الحرب العالمية الثانية كانت مركزا مهما للمقاومة حزبية في حرب عصابات ضد الاحتلال الألماني.

## معرض صور

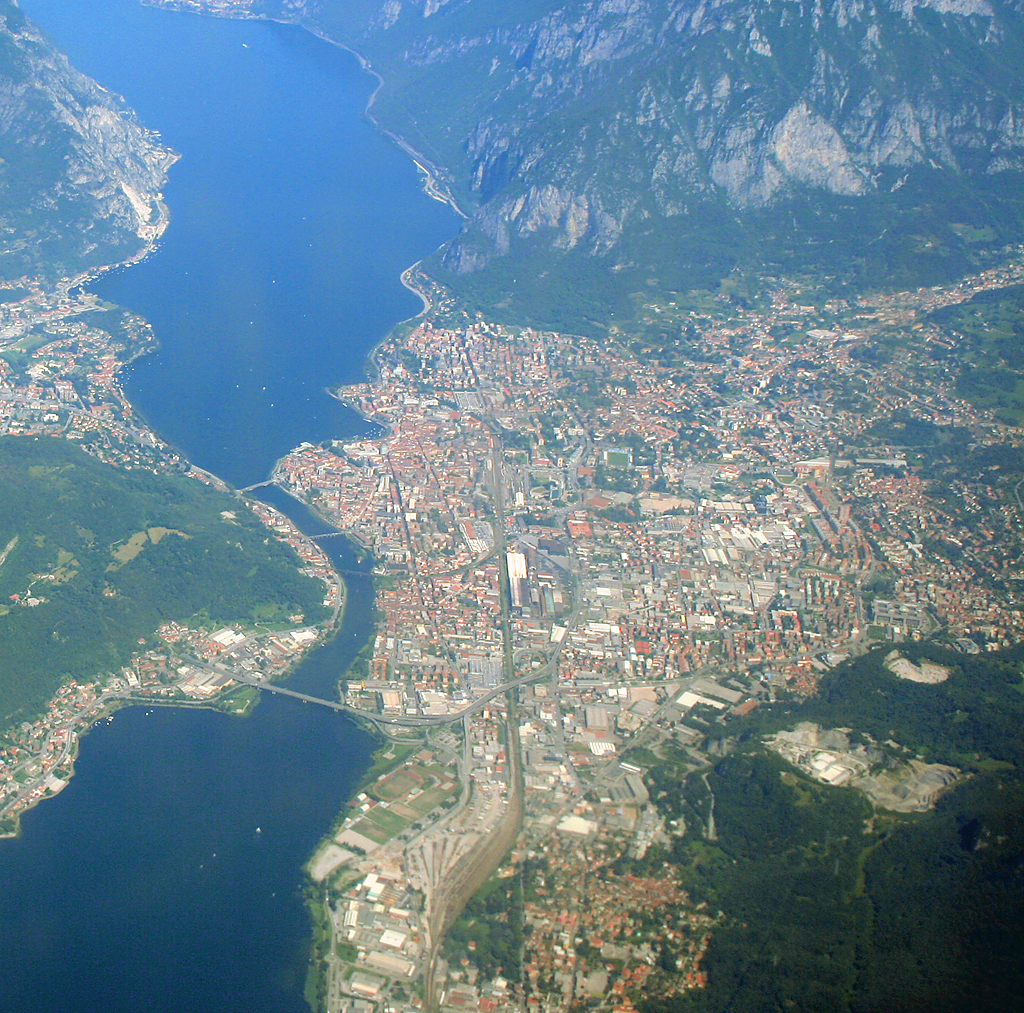
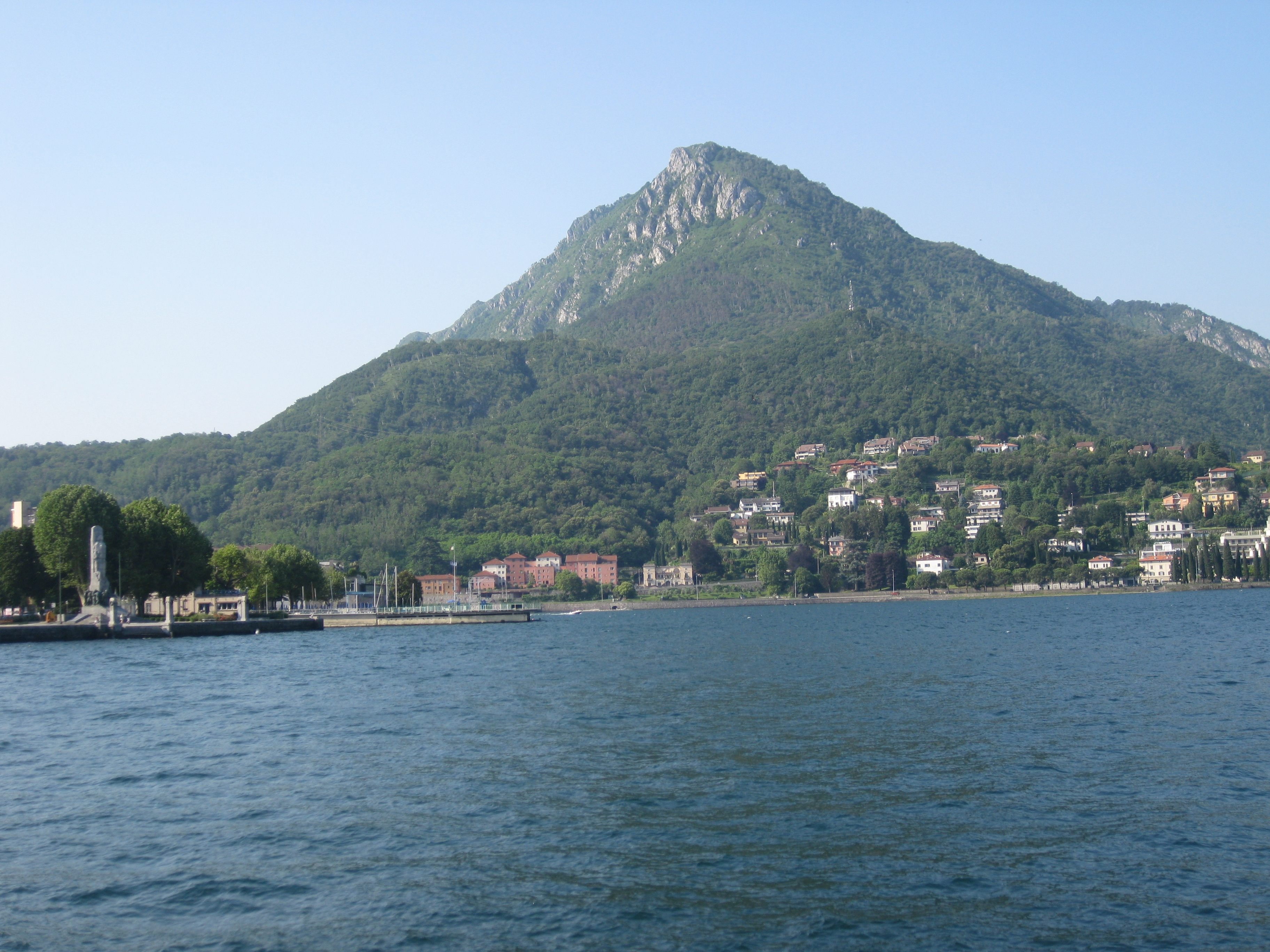
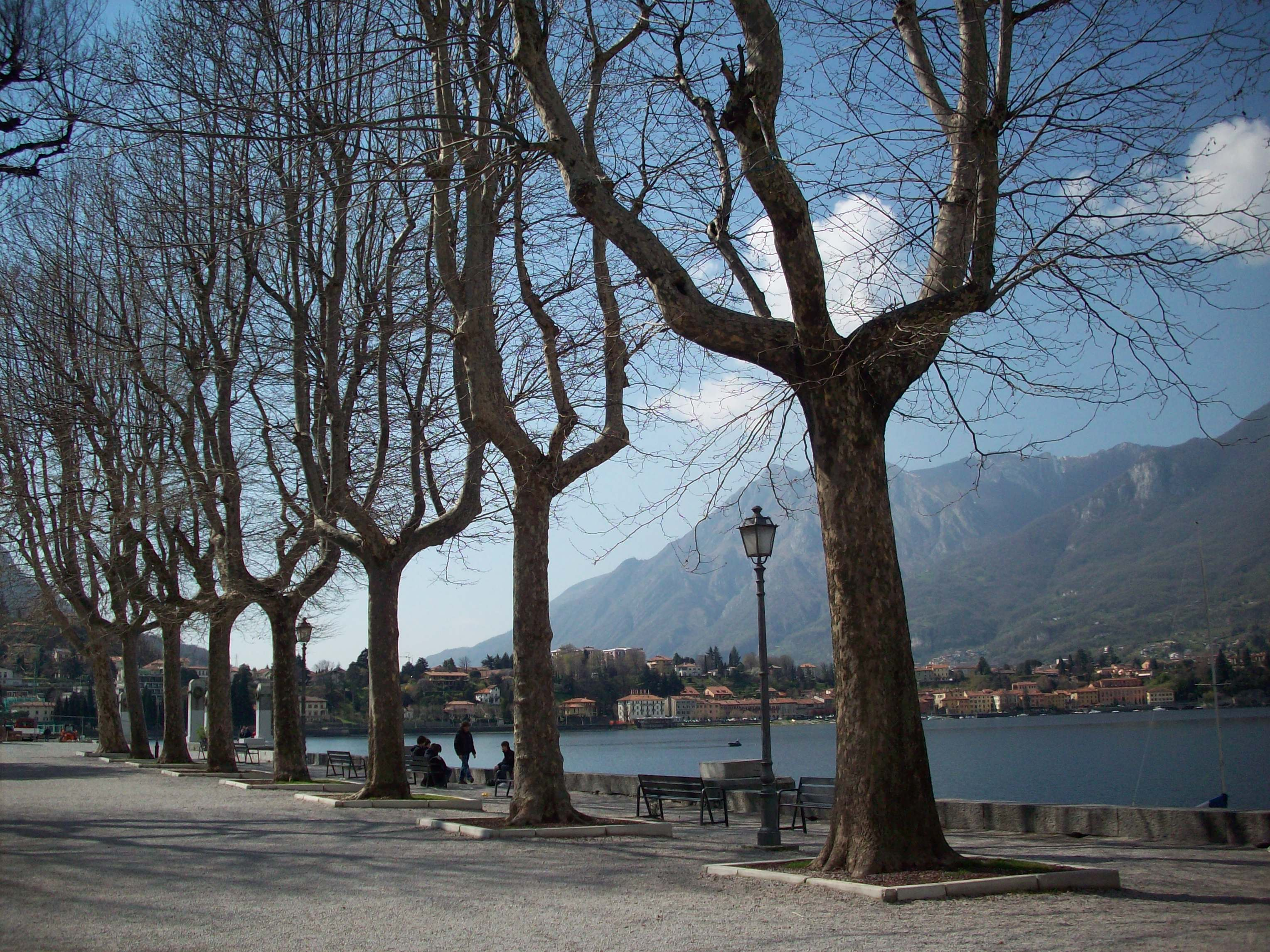

## توأمة
لليكو اتفاقيات توأمة مع كل من:
- إيغوالادا
- ماكون
- Overijse [الإنجليزية]‏
- زومباثلي
- مايتشي
- فيدين [12]

## أعلام
- أنطونيو روسي
- أندريا كونتي
- لوكا فوزي
- سيرجيو فيراري
- ريكآردو كاسان
- دانييلي باديلي
- كارلو ماوري
- مانويل لوكاتيلي
- جوزيبي دي فيتوريو
- بيتي كورتيس